# 8137 Kvíz
8137 Kvíz là một tiểu hành tinh vành đai chính với chu kỳ quỹ đạo là 1296.8449204 ngày (3.55 năm).
Nó được phát hiện ngày 19 tháng 9 năm 1979.